# Fritillaria lusitanica
Fritillaria lusitanica Wikstr. è una pianta perenne monocotiledone appartenente alla famiglia delle Liliacee, endemica della penisola iberica.